# Bains-les-Bains
Bains-les-Bains är en kommun i departementet Vosges i regionen Grand Est (tidigare regionen Lorraine) i nordöstra Frankrike. Kommunen ligger i kantonen Bains-les-Bains som tillhör arrondissementet Épinal. År 2018 hade Bains-les-Bains 1 176 invånare.

## Befolkningsutveckling
Antalet invånare i kommunen Bains-les-Bains
| Referens: INSEE |